# Kolhufushi (Thaa-atol)
Kolhufushi is een van de onbewoonde eilanden van het Thaa-atol behorende tot de Maldiven.